# 31-я пехотная дивизия (Российская империя)
31-я пехотная дивизия — пехотное соединение в составе Русской императорской армии.
Штаб дивизии: Харьков. Входила в 10-й армейский корпус.

## История дивизии
Сформирована приказом военного министра № 285 от 13 августа 1863 года в числе 12 пехотных дивизий (с 23-й по 34-ю) (на формирование которых были обращены полки упразднённых 1-й, 2-й, 3-й и 5-й резервных пехотных дивизий) и передана в состав Виленского военного округа с исключением из подчинения начальнику резервов армейской пехоты (впоследствии передана в Харьковский военный округ). Управление дивизии было сформировано заново.
В ходе Первой мировой войны сражалась в ходе Рава-Русской операции 1914 г. Дивизия – участница Люблин-Холмского сражения 9 – 22 июля 1915 г. Действовала под Барановичами в 1916 г. Отличилась в бою 23 сентября 1917 г.
К январю 1918 года дивизия с приданной артиллерийской бригадой, находившиеся в составе 10-го армейского корпуса 9-й армии, были украинизированы.

## Состав дивизии
- 1-я бригада (Харьков)
  - 121-й пехотный Пензенский генерал-фельдмаршала графа Милютина полк
  - 122-й пехотный Тамбовский полк
- 2-я бригада (1903: Курск; 1913: Харьков)
  - 123-й пехотный Козловский полк
  - 124-й пехотный Воронежский полк
- 31-я артиллерийская бригада (1903: Белгород)

## Командование дивизии
(Командующий в дореволюционной терминологии означал временно исполняющего обязанности начальника или командира. Должности начальника дивизии соответствовал чин генерал-лейтенанта, и при назначении на эту должность генерал-майоров они оставались командующими до момента своего производства в генерал-лейтенанты).

### Начальники дивизии
- 15.08.1863 — 06.07.1865 — генерал-майор (с 30.08.1863) Ведемейер, Николай Александрович
- 06.07.1865 — 20.09.1878 — генерал-майор Свиты Е. И. В. (с 16.04.1867 генерал-лейтенант) Вельяминов, Николай Николаевич
- хх.09.1878 — 09.06.1879 — командующий генерал-майор Высоцкий, Николай Фёдорович[9]
- 09.06.1879 — 16.12.1889 — генерал-лейтенант Желтухин, Василий Романович[10]
- 16.01.1890 — 10.02.1890 — генерал-майор Каханов, Семён Васильевич
- 19.02.1890 — 18.12.1900 — генерал-лейтенант Будде, Виктор Эммануилович
- 22.02.1901 — 08.03.1903 — генерал-лейтенант Кублицкий, Пётр Софронович
- 01.07.1903 — 09.03.1905 — генерал-лейтенант Мау, Николай Иванович
- 09.03.1905 — 28.06.1907 — генерал-майор (с 13.05.1905 генерал-лейтенант) Васильев, Константин Григорьевич
- 29.07.1907 — 22.09.1909[11] — генерал-лейтенант Волковицкий, Владимир Ильдефонсович
- 03.10.1909 — 01.09.1912 — генерал-лейтенант Бухгольц, Владимир Егорович
- 23.09.1912 — 06.10.1914 — генерал-лейтенант Протопопов, Николай Иванович
- 06.10.1914 — 24.10.1915 — генерал-майор (с 13.01.1915 генерал-лейтенант) Кузнецов, Поликарп Алексеевич
- 24.10.1915 — 18.04.1917 — генерал-майор (с 14.07.1916 генерал-лейтенант) Федяй, Леонид Васильевич
- 20.05.1917 — 03.03.1918 — командующий генерал-майор Волховской, Михаил Николаевич

### Начальники штаба дивизии
- 30.08.1863 — хх.хх.1866 — подполковник Шнитников, Николай Фёдорович
- 15.07.1866 — 10.04.1871 — полковник Ризенкампф, Николай Георгиевич
- 10.04.1871 — 09.03.1873 — полковник Обручев, Николай Владимирович
- 27.03.1873 — хх.хх.1879 — полковник Муромцев, Николай Николаевич
- 28.05.1879 — 08.10.1886 — полковник Рыбкин, Николай Андреевич
- 10.10.1886 — 31.08.1888 — полковник Шнеур, Николай Яковлевич
- 31.08.1888 — 07.02.1896 — полковник Пещанский, Георгий Иванович
- 12.02.1896 — 31.10.1899 — полковник Буславский, Иван Данилович
- 25.11.1899 — 30.06.1901 — полковник Клембовский, Владислав Наполеонович
- 11.07.1901 — 07.11.1904 — полковник Мюллер, Николай Александрович
- 01.12.1904 — 13.03.1905 — полковник Матковский, Михаил Фелицианович
- 13.03.1905 — 28.06.1905 — полковник Эммануэль, Василий Александрович
- 03.09.1905 — 28.07.1913 — подполковник (с 06.12.1907 полковник) Венецкий, Георгий Николаевич
- 19.08.1913 — 03.12.1914 — полковник Казанович, Борис Ильич
- 23.02.1915 — 19.05.1915 — полковник Геруа, Борис Владимирович
- 14.06.1915 — 11.02.1917 — подполковник (с 06.12.1915 полковник) Панченко-Криворотенко, Павел Васильевич
- 18.02.1917 — 27.07.1917 — подполковник Рябцев, Константин Иванович
- 15.09.1917 — xx.xx.1917 — и. д. подполковник Ахаткин, Кронид Зосимович

### Командиры 1-й бригады
Должности бригадных командиров на момент образования 31-й пехотной дивизии были упразднены. Восстановлены 30 августа 1873 года.
После начала Первой мировой войны в дивизии была оставлена должность только одного бригадного командира, именовавшегося командиром бригады 31-й пехотной дивизии. 
- 30.08.1873 — 02.10.1877 — генерал-майор Белокопытов, Сергей Дмитриевич
- 02.10.1877 — 05.02.1879 — генерал-майор Радзишевский, Пётр Иванович
- 05.02.1879 — 08.04.1879 — генерал-майор Шауман, Виктор Александрович
- 08.04.1879 — 14.03.1886[12] — генерал-майор Головин, Пётр Михайлович
- 27.03.1886 — 02.11.1892 — генерал-майор Голохвастов, Владимир Петрович
- 09.11.1892 — 14.12.1897 — генерал-майор Гуляев, Василий Митрофанович
- 30.12.1897 — 16.05.1903 — генерал-майор Радзишевский, Константин Иванович
- 17.05.1903 — 09.03.1905 — генерал-майор Чижевич, Георгий Владиславович
- 09.03.1905 — 06.08.1906 — генерал-майор Ржесниовецкий, Гавриил Викентьевич
- 17.08.1906 — 28.12.1910 — генерал-майор Васильев, Владимир Михайлович
- 06.01.1911 — 31.03.1912 — генерал-майор Думбадзе, Николай Антонович
- 31.03.1912 — 19.07.1914 — генерал-майор Гаврилов, Александр Петрович
- 06.09.1914 — 04.11.1914 — полковник (с 31.10.1914 генерал-майор) Саввич, Александр Сергеевич
- 04.11.1914 — 10.11.1914 — генерал-лейтенант Цицович, Александр Андреевич

### Командиры 2-й бригады
- 30.08.1873 — после 01.05.1878 — генерал-майор Брандт, Карл Иванович
- 01.06.1878 — 08.04.1879 — генерал-майор Головин, Пётр Михайлович
- 08.04.1879 — 06.11.1879 — генерал-майор Шауман, Виктор Александрович
- 06.11.1879 — 03.09.1887 — генерал-майор Христиани, Николай Васильевич
- 07.09.1887 — 07.05.1890 — генерал-майор Аракин, Фёдор Тихонович
- 07.05.1890 — 16.01.1901 — генерал-майор Вансович, Дмитрий Николаевич
- 07.02.1901 — 30.10.1903 — генерал-майор Артамонов, Леонид Константинович
- 30.10.1903 — 09.03.1905 — генерал-майор Васильев, Константин Григорьевич
- 18.07.1905 — 15.04.1908 — генерал-майор Мюллер, Николай Александрович
- 12.05.1908 — 31.12.1913 — генерал-майор князь Вачнадзе, Авраам Георгиевич
- 31.12.1913 — 30.08.1914 — генерал-майор Хитрово, Фёдор Константинович
- 30.08.1914 — 04.11.1914 — генерал-лейтенант Цицович, Александр Андреевич
- 04.11.1914 — 27.08.1915 — генерал-майор Саввич, Александр Сергеевич
- 27.08.1915 — 13.11.1915 — генерал-майор Хануков, Александр Павлович
- 13.11.1915 — 08.02.1916 — генерал-майор Волховской, Михаил Николаевич
- 22.02.1916 — 07.02.1917 — генерал-майор Добржанский, Владимир Александрович
- 11.02.1917 — 06.05.1917 — полковник (с 27.03.1917 генерал-майор) Осецкий, Александр Викторович
- 06.05.1917 — 08.07.1917 — генерал-майор Остапович, Густав Викентьевич
- 12.07.1917 — хх.хх.хххх — командующий полковник Тарасенков, Константин Николаевич

### Помощники начальника дивизии
В период с 28 марта 1857 года по 30 августа 1873 года помощники начальника дивизии фактически являлись бригадными командирами.
- 30.08.1863 — 24.09.1863 — генерал-майор Амантов, Афанасий Мартынович
- 24.09.1863 — 06.10.1865 — генерал-майор Чёртов, Александр Аркадьевич
- 06.11.1865 — 25.04.1866 — генерал-майор Фок, Николай Александрович
- 25.04.1866 — 30.08.1873 — генерал-майор Белокопытов, Сергей Дмитриевич[13]

### Командиры 31-й артиллерийской бригады
Бригада сформирована 3 ноября 1863 года.
До 1875 г. должности командира артиллерийской бригады соответствовал чин полковника, а с 17 августа 1875 г. - чин генерал-майора.
- 02.12.1863 — 07.08.1867 — полковник Домбровский, Андрей Степанович
- 07.08.1867 — 19.04.1868 — полковник Сухомлин, Николай Моисеевич
- 19.04.1868 — после 20.05.1868 — полковник (с 20.05.1868 генерал-майор) Веселицкий, Николай Гаврилович
- 21.11.1868 — 12.04.1870 — полковник Богаевский, Семён Фёдорович
- 12.04.1870 — 12.11.1878 — полковник (с 30.08.1875 генерал-майор) Гильхен, Эдуард Викентьевич
- 22.11.1878 — хх.01.1889[12] — полковник (с 30.08.1881 генерал-майор) Высоцкий, Фёдор Фёдорович
- 06.02.1889 — 30.07.1894 — генерал-майор Шишко, Цезарий Осипович
- 09.08.1894 — 31.10.1899 — генерал-майор Ярмерштедт, Владимир Александрович
- 29.12.1899 — 21.05.1903 — генерал-майор Кузьминский, Константин Георгиевич
- 05.08.1903 — 02.05.1904 — генерал-майор Букин, Иван Васильевич
- 02.05.1904 — 22.02.1905 — генерал-майор Декинлейн, Константин Михайлович
- 01.03.1905 — 22.01.1907 — генерал-майор Косинский, Иосиф Федотович
- 08.02.1907 — 09.06.1907 — генерал-майор Миткевич-Волчасский, Владимир Петрович
- 10.07.1907 — 26.07.1910 — генерал-майор Туров, Владимир Дмитриевич
- 01.08.1910 — 19.05.1912[16] — генерал-майор Веверн, Виктор Адамович
- 19.05.1912[17] — 04.01.1914 — генерал-майор Софиано, Алексей Семёнович
- 23.01.1914 — 29.02.1916 — генерал-майор Телешов, Игорь Константинович
- 29.02.1916 — 09.06.1917 — генерал-майор Веверн, Александр Адамович